# 100-ball cricket
100-ball cricket é um formato de críquete que é jogado com 100 arremessos válidos em cada entrada, e uma entrada pelos ambos equipos. O jogo termina em duas e media horas.
O England and Wales Cricket Board va a ter uma competição neste formato em 2021.